# Nitta wooi
Nitta wooi är en insektsart som beskrevs av Irena Dworakowska 1995. Nitta wooi ingår i släktet Nitta och familjen dvärgstritar. Inga underarter finns listade i Catalogue of Life.